# Le Poulpe (film)
Pour les articles homonymes, voir Le Poulpe.
Pour plus de détails, voir Fiche technique et Distribution.
Le Poulpe est un film policier français réalisé par Guillaume Nicloux en 1998, adapté de la collection littéraire « Le Poulpe ».

## Synopsis
Gabriel Lecouvreur est mêlé à une sombre histoire de pillage de tombes dont les jeunes pilleurs viennent d'être assassinés dans le port de la ville fictive d'Angernaud.
Le film est constitué d'une succession de portraits tous plus caricaturaux les uns que les autres, qui viennent se greffer sur une intrigue qui n'est qu'un prétexte. Ces portraits dépeignent une réalité parfois sordide, toujours empreinte de poésie, souvent réaliste. On y croise des militants d'extrême-droite (ou de gauche), des politiciens véreux, des travestis, des alcooliques, une coiffeuse dépressive bisexuelle jouée par Clotilde Courau, des voyous sans dimensions, un patron de café, des clients inspirés, etc.

## Fiche technique
- Titre : Le Poulpe
- Réalisation : Guillaume Nicloux
- Scénario : Guillaume Nicloux, Jean-Bernard Pouy et Patrick Raynal, d'après la collection « Le Poulpe »
- Musique : Alexander Balanescu et Laconic
- Production : Charles Gassot pour Téléma Productions ; France 2 Cinéma, Gimages, Havas Images, Studiocanal
- Montage: Stéphane Pereira
- Casting : Marguerite Capelier
- Costumes : Jacqueline Bouchard
- Pays de production :  France
- Format : couleurs - 2.35:1 - Dolby Surround - 35 mm
- Genre : policier, comédie noire
- Durée : 100 minutes
- Date de sortie : 7 octobre 1998

## Distribution
- Jean-Pierre Darroussin : Gabriel Lecouvreur, « le Poulpe » Nommé pour le César du meilleur acteur en 1999
- Clotilde Courau : Chéryl
- Julien Rassam : le travesti
- Stéphane Boucher : Le chauffeur de taxi
- Julie Delarme : Sandra
- Aristide Demonico : Pédro
- James Faulkner : Thomas
- Philippe Nahon : Le  premier patron de bar (Gérard)
- Jean-François Gallotte : Le deuxième patron de bar
- François Levantal : l'agresseur dans le train
- Bruno Lochet : Le gendarme
- Lise Lamétrie : la secrétaire de mairie
- Yves Verhoeven : La Fouine
- Nicolas Jouhet : le chauffeur de la Jaguar
- Martine Logier : Marie-Jeanne Desanges
- Frédéric van den Driessche : Nicolas Lesprit
- Corinne Masiero : une serveuse (non créditée)
- Didier Abot : le guichetier SNCF
- Christian Anneix, Gérard Barreaux, Christophe Giordano et Jean-Jacques Lefeuvre : les buveurs au bar
- Claude Bergamin :  le contradicteur JT 2
- Bernard Binet : le barman
- Sophie Bonnaure et  Patrick Des Mazery : les journalistes JT
- Gérard Bourgarel : l'inconnu du cargo
- Patrice Boutin : un homme de main
- Jean-Claude Braquet : l'homme au survêtement
- Catherine Buquen :  une amie de Lesprit
- Céline Cailleau : la copine de Chéryl
- Irène Casu : Mme Perez
- Rodolfo De Souza : le capitaine cargo
- Joseph Drezga : le cuisinier du bar
- Alain Emelin :  le buveur au marché
- Joseph Falcucci : l'employé au cimetière
- Marc Faure : l'interviewé JT
- Olivier Foubert : le jeune à la Corvette
- Isabelle Gomez : la gardienne de l'Ecomusée
- Jean-Louis Grinfeld : le troisième patron de bar
- Yann Guillemot :  le serveur
- Yann Olejarz : un journaliste
- Jessie Palicot : la vendeuse
- Nicolas Pissaboeuf : le marin
- René Rabreau : le buveur au marché
- Sébastien Rocquefelte : un homme de main
- Michel Trillot : le facteur
- Michel Valmer : le producteur muscadet
- Sandy Welch : le second du cargo
- Gilbert Zind : le contradicteur JT 1

## Production

### Bande originale
Le film présente ses musiques en générique à l'exeption de Girl/Boy Song (1996) d'Aphex Twin, qui apparait pour introduire l'élement déclencheur mais également pour cloturer le film.

## Réception critique
Les critiques saluent la prestation des acteurs dans ce film qui, selon Philippe Garnier de Libération, quoiqu'original, reste « aussi singulièrement froid et vide ». Celui-ci dénonce une « façon bien parisienne de montrer la province, où tout le monde est abruti, bourgeois et marginaux confondus, et bien sûr alcoolique. ». Pour Christophe Musitelli des Inrocks, malgré une belle photographie, Le Poulpe est « mal filmé, avec beaucoup trop d'effets [...] complètement englouti sous une bande-son trop branchée ».